# Mathematisches Spiel

Ausgangsstellung mit Streichhölzern beim Nim-Spiel

Der Graph für das Problem von Wolf, Ziege und Kohlkopf (Illustration)

Mathematische Spiele, kurz: Mathespiele, sind Spiele, die abstrakt sind, abstrakt in dem Sinne, dass es dabei um nichts geht.

## Allgemein
Die Spieler müssen keine Mathematiker sein, um Mathespiele zu spielen. Ihre Regeln hängen mit irgendeinem Bereich der Mathematik, der Logik oder einem bestimmten mathematischen Problem zusammen. Die Regeln sind normalerweise einfach und zählen nicht selten nur wenige, ansonsten wird das Spiel gewöhnlich nicht zu einem Mathespiel gerechnet. Brettspiele wie Schach, Go oder Mancala werden daher meist nicht als Mathespiele betrachtet. Ein Mathespiel enthält normalerweise keine Zufallsmomente. Auch einige Puzzlespiele werden zu den Mathespielen gezählt. Mathematische Rätsel erfordern die Einbeziehung der Mathematik, um eine Lösung zu erhalten. Beispiele für Mathespiele sind das Nim-Spiel, Käsekästchen, Pentomino, Türme von Hanoi, Solitär und Pentago.

### Themen
Das Thema der Mathematik von Spielen ist ernster, als es vermuten lässt. Die Spieltheorie beispielsweise hat Anwendungen in sozialen und militärischen Bereichen des Studierens von Taktiken und Strategien.

### Beispiele
Mathematical Games („Mathematische Spiele“) war der Titel einer Kolumne von Martin Gardner (1914–2010) im Scientific American-Magazin, die von mehreren Generationen von Mathematikern und Wissenschaftlern gelesen wurde. Douglas Hofstadter und Ian Stewart übernahmen nacheinander die Kolumnen Metamagical Themas und Mathematical Recreations.
Eine größere Sammlung bekannter mathematischer Spiele hat im deutschsprachigen Raum der Rostocker Mathematiker Wilhelm Ahrens (1872–1927) zusammengetragen. Der Göttinger Mathematiker und Naturforscher Georg Christoph Lichtenberg (1742–1799) hatte bereits 1770 einen Aufsatz Betrachtungen über einige Methoden, eine gewisse Schwierigkeit in der Wahrscheinlichkeit beim Spiel zu heben veröffentlicht.

## Internationales Komitee für mathematische Spiele (FR)
In Frankreich gibt es ein Comité international des jeux mathématiques (CIJM) (übersetzt: Internationales Komitee für mathematische Spiele)  mit Sitz in Paris.
Bereits im frühen 17. Jahrhundert hatte dort der Mathematiker Claude Gaspard Bachet de Méziriac (1581–1638) die Sammlung Problèmes plaisans et délectables, qui se font par les nombres (übersetzt: Angenehme und erfreuliche Probleme, die durch Zahlen entstehen) zusammengetragen (siehe auch Bachet’sches Spiel).

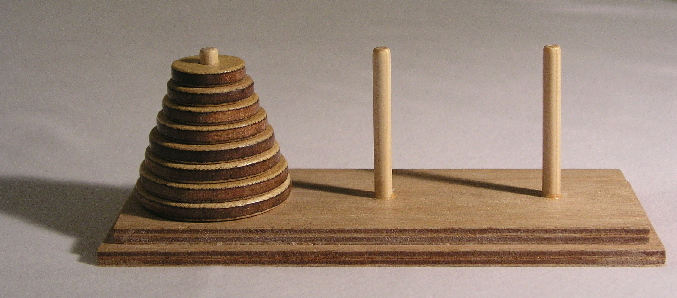
Lucasscher Turm

Der Mathematiker Édouard Lucas (1842–1891) machte im 19. Jahrhundert viele Spiele mit mathematischer Grundlage bekannt.

## Literatur

Flexagon